# 没有共产党就没有新中国
《沒有共產黨就沒有新中國》是1943年由中国共产党党员曹火星创作的一首红色歌曲，原名为“没有共产党就没有中国”；据称是经过了中国共产党中央委员会主席毛泽东的修改，添加了“新”字，并作了小幅改动。

## 背景
1943年3月，中國國民黨總裁蔣中正作的书《中国之命运》出版，当中論述了“一個主義一個黨”，以中國抗日戰爭為例指出：
抗戰的最高指揮原則，惟有三民主義。抗戰的最高指導組織，惟有中國國民黨。我們可以說：沒有三民主義，就沒有抗戰；沒有中國國民黨，就沒有革命。即任何黨派、任何力量，離開了三民主義與中國國民黨，決不能有助於抗戰、有利於民族的復興事業。這一點顯明的事實，是應該為全國國民、尤其是知識分子所徹底認識的。
1943年8月25日，《解放日报》发表社论《没有共产党，就没有中国》批判《中国之命运》，并於结尾说「如果今日的中国没有中国共产党，那就是没有了中国」。时年19岁的中共党员曹火星由此创作了歌词「没有共产党就没有中国」；后毛泽东建议添加上「新」字，认为「没有中国共产党的时候，中国依然是存在的」。
曹火星的歌曲创作手稿，现今被天津市档案馆收藏。1993年，69岁的曹火星接受采访，回忆自己的创作心路历程时说到：“没有共产党就没有新中国，同样，没有共产党就没有我的一切，我要永远为人民，为党创作歌曲。”
1989年12月中央文献出版社出版的田家英紀念文集《毛泽东和他的秘书田家英》中，中共中央文献研究室副主任逄先知撰文《毛泽东和他的秘书田家英》回忆说，是毛泽东提出并加进“新”字：1950年某日，毛泽东听到女儿李讷唱这首歌时，立即纠正说“没有共产党的时候，中国早就有了；应当改为‘没有共产党就没有新中国’”；在此之后，毛泽东把这个问题正式提到中共中央的会议上来，从此就改过来了。
另有一个说法，曹火星撰文《〈没有共产党就没有新中国〉创作琐忆》中说：“（创作）当时没有‘新中国’的‘新’字，是针对蒋介石所发表的《中国之命运》中，言道：‘没有国民党就没有中国’而写的。1949年，平津战役結束前夕，中宣部指出曲名不妥时，才加上‘新’字。”

## 紀念建筑物

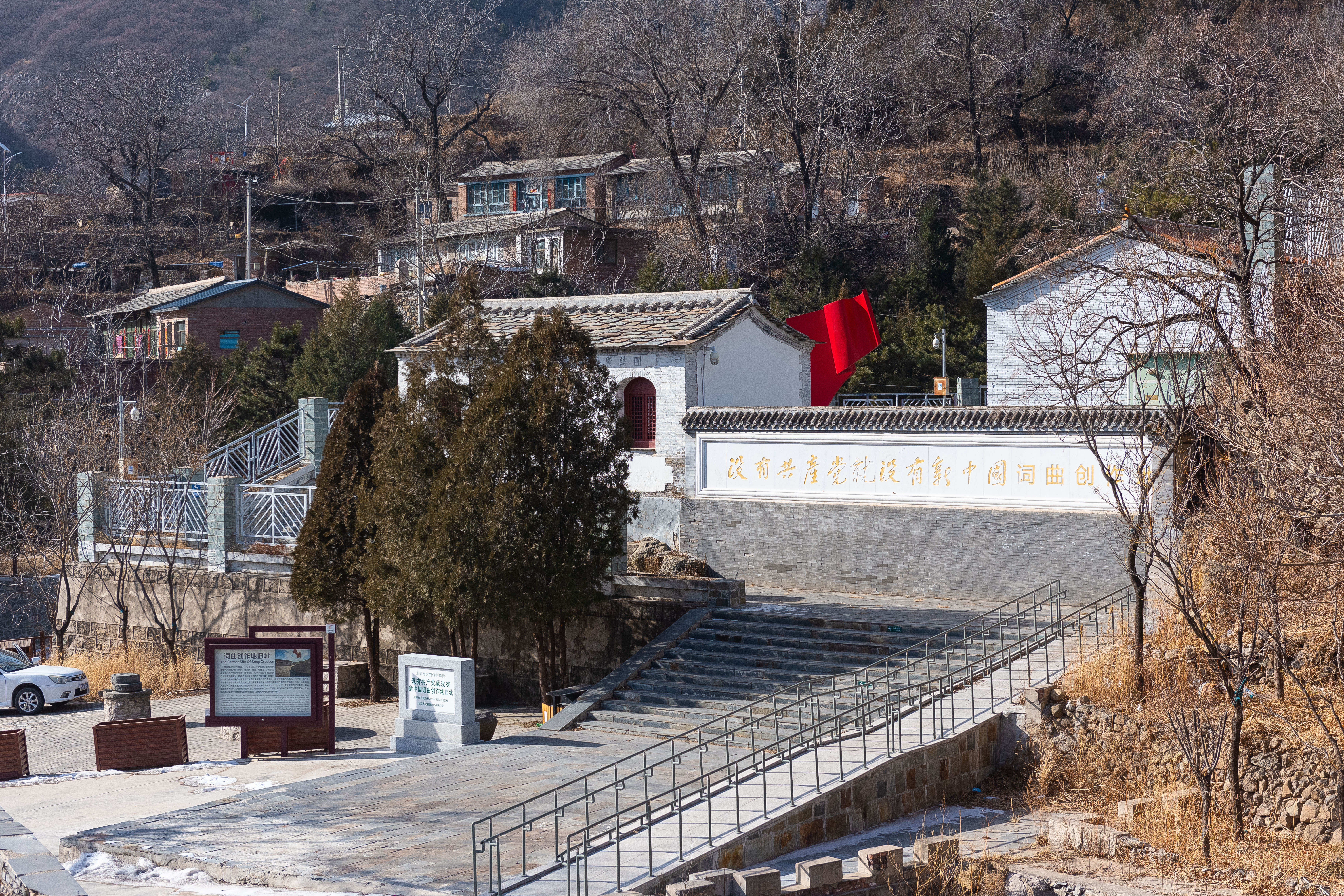
《没有共产党就没有新中国》歌曲创作地旧址（堂上村中堂庙），门前《没有共产党就没有新中国》的歌名2001年由时任中共中央总书记江泽民题写

2006年6月26日，位于北京市房山区霞云岭乡堂上村的《没有共产党就没有新中国》纪念馆正式对外开放，该地方是革命歌曲《没有共产党就没有新中国》的诞生地。建筑物依山而建，占地1.1公顷。建筑面积余1800平方米。纪念馆不远处保留着歌曲创作地旧址。2002年纪念馆获评市级爱国主义教育基地。2010年被中宣部、国家发改委、国家旅游局等14个部、局联合评为全国红色旅游经典景区。2019年获评全国爱国主义教育示范基地称号。2021年被评为市级党员教育培训现场教育学点。
此外，108国道在霞云岭乡西北峪村的路段铺设了音乐标线，行驶中的车辆压到标线时通过轮胎的震动发出《没有共产党就没有新中国》的旋律。